# Großer Liachwi
Der Große Liachwi (georgisch დიდი ლიახვი, Didi Liachwi; ossetisch Стыр-Леуахи, Styr Leuachi; russisch Большая Лиахви, Bolschaja Liachwi) ist ein linker Nebenfluss der Kura in Georgien bzw. Südossetien. 
Er ist 115 Kilometer lang und entspringt in Südossetien am südlichen Abhang des Berges Lasg-Ziti (3877 m) im Großen Kaukasus und fließt bei Gori in die Kura.
Der Fluss wird aus unterirdischen Quellen, Gletscherwasser und schmelzendem Schnee gespeist. Seinen höchsten Pegelstand erreicht er im Frühjahr und Sommer, während er im Winter am niedrigsten steht und Teile des Flusses überfrieren.
An seinem Ufer liegen die Städte Zchinwali und Gori. Im Oberlauf fließt ihm der Kleine Liachwi zu.